# Jadwiga Majka
Jadwiga Majka, z d. Dobrzycka (ur. 9 czerwca 1931 w Możdżeniach, zm. 12 lipca 2016) – polska lekkoatletka, oszczepniczka. Mistrzyni, rekordzista i reprezentantka Polski.

## Życiorys
Była zawodniczka CWKS Warszawa (1951, 1954–1956), OWKS Lublin (1952–1953) i Legii Warszawa (1957–1962). Na mistrzostwach Polski seniorek wywalczyła w rzucie oszczepem pięć medali: złoty w 1954, srebrne w 1952, 1953 i 1956 oraz brązowy w 1955. 
W latach 1954–1955 pięciokrotnie poprawiała rekord Polski (od 47,03 – 15.08.1954 do 49,87 – 11.09.1955).
Reprezentowała Polskę na mistrzostwach Europy w 1954 zajmując 7. miejsce z wynikiem 44.80. W 1955 zajęła 3. miejsce w Międzynarodowych Igrzyskach Sportowych Młodzieży, siedem razy wystąpiła w meczach międzypaństwowych, odnosząc pięć zwycięstw indywidualnych.
Rekord życiowy w rzucie oszczepem: 49,87 (11.09.1955). 